# Cédric Brunner
Cédric Brunner (Zollikon, Suiza, 17 de febrero de 1994) es un futbolista suizo que juega de defensa en el F. C. Schalke 04 de la 2. Bundesliga de Alemania.

## Estadísticas
Actualizado al último partido disputado el 13 de abril de 2024.
| Club | Div.          | Temporada     | Liga  | Liga  | Copas nacionales(1) | Copas nacionales(1) | Copas internacionales(2) | Copas internacionales(2) | Total | Total |
| Club | Div.          | Temporada     | Part. | Goles | Part.               | Goles               | Part.                    | Goles                    | Part. | Goles |
| --- | ------------- | ------------- | ----- | ----- | ------------------- | ------------------- | ------------------------ | ------------------------ | ----- | ----- |
| F. C. Zürich · Suiza                                                                                         | 1.ª           | 2013-14       | 1     | 0     | 0                   | 0                   | 0                        | 0                        | 1     | 0     |
| F. C. Zürich · Suiza                                                                                         | 1.ª           | 2014-15       | 5     | 0     | 3                   | 1                   | 1                        | 0                        | 9     | 1     |
| F. C. Zürich · Suiza                                                                                         | 1.ª           | 2015-16       | 23    | 0     | 3                   | 0                   | 1                        | 0                        | 27    | 0     |
| F. C. Zürich · Suiza                                                                                         | 2.ª           | 2016-17       | 28    | 1     | 4                   | 0                   | 6                        | 0                        | 38    | 1     |
| F. C. Zürich · Suiza                                                                                         | 1.ª           | 2017-18       | 25    | 0     | 4                   | 1                   | ―                        | ―                        | 29    | 1     |
| F. C. Zürich · Suiza                                                                                         | Total club    | Total club    | 82    | 1     | 14                  | 2                   | 8                        | 0                        | 104   | 3     |
| Arminia Bielefeld · Alemania                                                                                 | 2.ª           | 2018-19       | 23    | 1     | 1                   | 0                   | ―                        | ―                        | 24    | 1     |
| Arminia Bielefeld · Alemania                                                                                 | 2.ª           | 2019-20       | 27    | 2     | 0                   | 0                   | ―                        | ―                        | 27    | 2     |
| Arminia Bielefeld · Alemania                                                                                 | 1.ª           | 2020-21       | 31    | 0     | 1                   | 0                   | ―                        | ―                        | 32    | 0     |
| Arminia Bielefeld · Alemania                                                                                 | 1.ª           | 2021-22       | 27    | 0     | 1                   | 0                   | ―                        | ―                        | 28    | 0     |
| Arminia Bielefeld · Alemania                                                                                 | Total club    | Total club    | 108   | 3     | 3                   | 0                   | 0                        | 0                        | 111   | 3     |
| F. C. Schalke 04 · Alemania                                                                                  | 1.ª           | 2022-23       | 28    | 0     | 1                   | 0                   | ―                        | ―                        | 29    | 0     |
| F. C. Schalke 04 · Alemania                                                                                  | 2.ª           | 2023-24       | 17    | 0     | 1                   | 0                   | ―                        | ―                        | 18    | 0     |
| F. C. Schalke 04 · Alemania                                                                                  | Total club    | Total club    | 45    | 0     | 2                   | 0                   | 0                        | 0                        | 47    | 0     |
| Total carrera                                                                                                | Total carrera | Total carrera | 235   | 4     | 19                  | 2                   | 8                        | 0                        | 262   | 6     |
| (1) Incluye datos de la Copa de Suiza y la Copa de Alemania. (2) Incluye datos de la Liga Europa de la UEFA. |               |               |       |       |                     |                     |                          |                          |       |       |

## Palmarés

### Títulos nacionales
| Título           | Club              | País     | Año     |
| ---------------- | ----------------- | -------- | ------- |
| Copa de Suiza    | F. C. Zürich      | Suiza    | 2013-14 |
| Copa de Suiza    | F. C. Zürich      | Suiza    | 2015-16 |
| Challenge League | F. C. Zürich      | Suiza    | 2016-17 |
| Copa de Suiza    | F. C. Zürich      | Suiza    | 2017-18 |
| 2. Bundesliga    | Arminia Bielefeld | Alemania | 2019-20 |